# Menno ter Braak
Menno ter Braak (ur. 26 stycznia 1902 w Eibergen, zm. 14 maja 1940 w Hadze) – holenderski pisarz, eseista, krytyk literacki i propagator sztuki filmowej.

## Życiorys
Urodził się w rodzinie lekarza. W 1928 ukończył z wyróżnieniem studia historyczne na Uniwersytecie Amsterdamskim, broniąc pracę dyplomową o cesarzu Ottonie III, później przez kilka lat pracował jako nauczyciel w liceum w Rotterdamie. Podczas studiów 1924-1925 redagował pismo "Propria Cures". Od 1925 współpracował z pismem literackim "De Vrije Bladen" wydawanym przez jego przyjaciela M. Marsmana. W 1927 wspólnie z filmowcem Jorisem Ivensem i krytykami H. Scholtem i L.J. Jordanem założył Niderlandzką Ligę Filmową, określającą film jako niezależny wyraz artystyczny. Od 1933 do końca życia redagował gazetę literacką "Het Vaderland" w Hadze. Reagował też (1932-1935) założone przez siebie awangardowe czasopismo literackie "Forum". Był jednym z najwybitniejszych intelektualistów swoich czasów i czołowych ludzi kultury okresu międzywojennego w Holandii. Pisał eseje, w których odrzucał autorytaryzm w polityce i religii i konwencję w nauce i sztuce. W 1930 opublikował esej Het carnaval der burgers (Karnawał mieszczan), w którym głosił poglądy bliskie filozofii Nietzschego. W 1934 opublikował tekst Politicus zonder partij (Polityk bez partii), w którym ostro występował przeciw faszyzmowi. W 1933 poślubił Ant Faber. Przyjaźnił się z wieloma niemieckimi autorami, którzy opuścili Niemcy w obawie przed nazistowskim terrorem, m.in. Thomasem Mannem. W 1940 po agresji Niemiec na Holandię popełnił samobójstwo.